# اینتی پودستا
اینتی پودستا (انگلیسی: Inti Podestá؛ زادهٔ ۲۳ آوریل ۱۹۷۸) بازیکن سابق فوتبال اهل اروگوئه است که در پست هافبک بازی می‌کرد.
وی همچنین در تیم ملی فوتبال اروگوئه بازی کرده‌است.